# KK Null
KK Null（ケーケーヌル、本名: 岸野 一之（きしの かずゆき）、1961年9月13日 - ）は、1980年代から活動している日本の実験的マルチプレイヤーである。当初はギタリストとしてデビューしたが、のちに作曲家、歌手、電子楽器奏者、ドラマーになった。田中泯に師従し舞踏を学んでいる。アルバムリリース数は100を超える。 
KK Nullは、1984年にノログレッシブ・ロックバンドのYBO2に参加し、6年間で複数のアルバムとEPをリリースした。YBO2の活動終了後に彼は、Absolut Null Punkt (ANP) とプログレッシブ・ハードコア・トリオを自称するZENI GEVAの2バンドを立ち上げた。また彼は、他のアーティストのアルバムの制作、自身の独自レーベル（Nux Organization）の設立、他のアーティストとの共演などをしている。 2004年には活動を窮していたANPを再開させ、2006年に初スタジオ・アルバムをリリース。 